# Kromhoutkazerne (Surabaya)
De Kromhoutkazerne was een kazerne te Surabaya, Nederlands-Indië, die na 1930 aangelegd werd ten behoeve van het KNIL in het zuidwestelijk deel van Darmo bij het gelijknamige vliegveld. 
De kazerne was onderdeel van een complex van meerdere kampementen, waar onder meer het 3e Bataljon Infanterie, het 1e en 2e Bataljon Luchtdoelartillerie en diverse hulpkorpsen waren ondergebracht.
Na de Tweede Wereldoorlog keerde het KNIL terug op deze locatie, maar maakte in 1947 plaats voor de Aan- en Afvoertroepen van de Koninklijke Landmacht. Eerst arriveerde de 31e en de 32e Compagnie, die in 1948 werden versterkt met de 37e Compagnie.
Het is mogelijk dat de nieuwkomers hun kazerne Kromhoutkazerne zijn gaan noemen naar de gelijknamige kazerne in Tilburg, die vernoemd is naar generaal-majoor Kromhout (1845-1927). Die locatie was omstreeks die tijd namelijk de thuisbasis van de Aan- en Afvoertroepen.
In de loop van 1948 werden de transporteenheden verplaatst naar een kampement in Tandjong Perak, dat ten westen van de monding van de haven van Surabaya ligt. De verplaatsing hield verband met het onderbrengen van het uitgebreide wagenpark van 37 AAT, dat geheel Oost-Java tot haar verzorgingsgebied had. Na vertrek van deze eenheid bleef de Kromhoutkazerne nog enige tijd in gebruik voor de legering van troepen.